# Lijst van Nederlandse hoorspelen
Dit is een lijst van Nederlandse hoorspelen.

## 0 - 9
1984 -
6.810.000 liter water per seconde

## A
Aagje -
Aan de andere kant van de grens -
Aarde der mensen -
Abel, waar is je broeder? -
Achterdocht -
Adashino -
Afspraak voor bezichtiging -
Alarm... Mijn aangespoeld! -
Alexanders nar -
Alleen maar nieuwsgierig -
Alleen momenten -
Alleenstaande bomen in de wind -
Allen die vallen -
Alles wat je bent, is liefde -
Als een gek -
Als een naaktslak -
Als een phoenix -
Als het een roos mocht zijn -
Als vrome christenen leven -
Als zovelen -
Anabasis -
Anamnese -
Anastasia -
Angle -
Angst -
Anna Laub -
Anouchka en de goochelaar -
Antigone -
Apollo XXI - Het maanmysterie -
Apollo-Arie hier -
Arm kleintje -
Atelier -
Au bon plaisir du roi -
Audiëntie (hoorspel) -
Auteur! Auteur! -
Auto-auto -
Automaan -
Avondspelen

## B
Baken aan de kust -
Balans -
Beatrijs -
Bedankt -
Bedreigde stad -
Beenderen -
Bekbroeders -
Belindor en zijn knecht -
Berg der schimmen -
Bericht over de pest in Londen -
Beschermengel Pratti -
Besmeurd monument -
Bestaat u wel, Mr. Johns? -
Beter nooit dan laat -
Beumer & Co. -
Bewaarplaats voor moeilijkheden -
Bezoek rond tien uur -
Bezoek uit Londen -
Biels en Co -
Bij Ribbeck in het Havelland -
Bitterzoet bed -
Blanken onder elkaar -
Blaumilchkanaal -
Bloemen voor Algernon -
Boerenkool voor Holland -
Bommel -
Bonjour Maître -
Bos blijft bos -
Boter, kaas en eieren -
Bouboulou -
Brand in de “Jonge Jan” -
Brandenburgs concert voor hyena's -
Brief van een moeder -
Brieven van het front -
Buiten mijn tuin is de wereld -
Bushalte

## C
Caterina Cornaro -
Centropolis -
Circus Mikkenie -
Computers discussiëren niet -
Concert aan vier telefoons -
Crueland

## D
Daar was vrede, hier is de pijn -
Dag zomer, dag kind -
Dagboek -
Dagboek van een verleider -
Dames doden heren -
Dat zou ze hem zeggen op het eiland -
David en Joab -
De 10 yen van Midori -
De aarde bestaat -
De achtarmige inktvis -
De aloë -
De andere -
De andere comparant -
De andere en ik -
De bamboesnijder en het maanmeisje -
De baron in de hel -
De bedrieglijke magiër -
De beklimming van de Oostertoren -
De beloning -
De berg der verschrikking -
De betoverde bruidsnacht -
De bijenman -
De blauwe zaden -
De bocht -
De bridgespelers -
De brug van Albert -
De brug van Berczaba -
De brug van Estaban -
De bruid van Saint-Jean-de-Luz -
De Chinese fluitspeler -
De collaborateur -
De Columbus van Albabella -
De controleurs -
De dageraad -
De dame die het misschien niet was -
De dame uit Carthago -
De dames vragen de heren -
De dansles -
De derde kolom -
De desillusionist -
De deur ging op slot -
De dienstweigeraar -
De dochter van de beroemde vader -
De donkere dame van Shakespeares sonnetten -
De dood van de rechter -
De dood van een goudvink -
De dood van een minister -
De dood van Federico -
De doodsoorzaak -
De drie kostgangers -
De eenzame weg -
De eeuwige driehoek -
De familiereünie -
De foto -
De fuif -
De gast -
De gedetineerde -
De gedetineerde (b) -
De gekweekte dubbelganger -
De generaal -
De gesluierde planeet -
De geur van mahonie -
De geweren van vrouw Carrar -
De Golem -
De gouden marathon -
De grens is tweesnijdend -
De griebels over mijn grabbels -
De grijze eros -
De groene horizon -
De groentekist -
De grootinquisiteur -
De grote broer -
De Grünstein-variant -
De happening -
De harde stilte -
De heer en mevrouw S. wachten op hun gasten -
De heer Kannt heeft de eer -
De hel ligt niet ver van de hemel -
De held van het eiland -
De heuvel over -
De hoed -
De honden -
De huisgenoot -
De insluiper -
De interland -
De jacht op de komeet -
De Japanse vissers -
De kaart -
De kameleon -
De kampioen -
De karper -
De kartonnen doos -
De kastijding -
De kersenbonbon -
De kerstbeeldjes uit de Provence -
De kinderen van Verona -
De kiosk -
De kleine prins -
De kleinste liefde ter wereld -
De klem -
De klok -
De koning sterft -
De koperen tuin -
De Korawa-expeditie -
De kozakken of Waar is uw broeder Abel? -
De laatste dag van Lissabon -
De laatste druppel -
De laatste fles ter wereld -
De laatste harde rekening -
De laatste minnaar -
De laatste ontsnapping -
De laatste rit -
De laatste thuisreis -
De laatste vijf minuten -
De laatste zaak van commissaris Middlebury -
De late brief -
De legende van Koning Arthur -
De leugen -
De levensboom -
De liefde van vier kolonels -
De Loire en de jongens van Agnes -
De London-Melbourne-race -
De maan -
De maanaanbidder -
De maanvos -
De madonna van de antiquair -
De man die niet in het systeem paste -
De man die weer terugkwam -
De man die zo dol was op Dickens -
De man en het doofstomme meisje -
De man in de stalles -
De man met de snor -
De man met het hamertje -
De man van Thermopylae -
De man van vorig jaar -
De manager -
De marathonmuzikant -
De marmeren pendule -
De meisjes uit Viterbo -
De mens Jan Postma -
De meteropnemer -
De mieren -
De moeder -
De moord op de antiquair -
De moord op de woonboot -
De naald in de hooiberg -
De naam -
De nacht dat Samuel terugkwam -
De nacht na de première -
De nacht van Amalek -
De nacht van San Rocco -
De nachtzuster sliep in het dagverblijf -
De neger -
De neger van de Narcissus -
De nieuwe chauffeur -
De nieuwe flat -
De nijdassen -
De oceaanvlucht -
De Oerhamlet -
De onberaden wedder -
De ondergang van Malemort -
De onschuld verdween -
De ontmoeting -
De onzichtbare verzameling -
De ooggetuige -
De oorlog werd een Spaans lied -
De opdracht -
De oplossing -
De opvolger van Ngolo -
De orde van de nacht -
De overbelichte despoot -
De overdracht van de Najade -
De pantoffels van meneer Prent -
De Partington-plannen -
De passagier -
De patriot -
De pedagoog of de leraar -
De pelikaan -
De poëzie in algebra en meetkunde -
De politie -
De poppenspeler van Lodz -
De prinses en de loodgieter -
De proef op de som -
De profeet Daniël -
De pruik -
De radio is verstopt -
De raven van meneer Walser -
De reclame-patiënt -
De rekenaar -
De Rembrandtvervalsing -
De reünie -
De revolte van Carolus Boorst -
De revolte van de wormen -
De revolutie van korporaal Vargas -
De rivierendokter -
De ronde van '43 -
De schacht -
De schaduw van het lichaam van de voerman -
De schotel der illusies -
De schutsengel -
De seinwachter -
De sirenen -
De slaaf -
De snijder van Ulm of De redevoering in afleveringen van een man in een onmogelijke positie -
De sollicitante -
De spelbreker -
De speurder in de gevangenis -
De sprookspreker -
De staatsgreep -
De staatssecretaris en zijn stokpaardje -
De stem -
De stilte -
De stiltemachine -
De stopnaald -
De surprise -
De tegenspeler -
De teleurgestelden -
De terugkeer van Don Juan -
De therapie -
De tijgerin -
De toespraak -
De tovenaarsleerling -
De tranen van de blinde -
De trein van 5 voor 12 -
De treinen naar Morrow -
De triffids -
De trooster en de witte bloem -
De tuin -
De twaalf maagden -
De uitdragerswinkel -
De vader -
De veiligheidsdienst faalt -
De verdwenen koning -
De verdwijning van Roger Starr -
De vereniging van roodharige heren -
De vergissing -
De verhuizing -
De verjaardag -
De verloofde van de bersagliere -
De verlossende waarheid -
De vermiste driekwart -
De vernedering -
De veteraan -
De vijand -
De vluchteling -
De vreemde stem -
De vrienden van onze vrienden -
De vrouw in het wit (hoorspel) -
De vrouw van de Pierrot -
De vrouwen die naar het graf toegingen -
De vuurlelie onder de vijgenboom -
De vuurproef -
De vuurzuil -
De waanzinnige eilanden -
De weg is de wereld -
De weg naar de vrijheid -
De werkgever -
De wilde vaart -
De wind vertelt van Waldemar Daa en zijn dochters -
De winkel van de juwelier -
De witte villa -
De witte waaier -
De wolk -
De wonderlijkste liefdesgeschiedenis ter wereld -
De wonderparaplu -
De zaak Calas -
De zaak Jasseron -
De zaak Wavers -
De zee om 11.02 uur -
De zon gaat achter iets of iemand onder -
De zonderlinge telefoon -
De zotskap -
De zoutmijn -
De zwarte kat -
De zwarte man -
De zwemmer -
Denkend aan de dood kan ik niet slapen -
Deportatie -
Der Staten rechterhand -
Deurwaarders delirium -
Dichte mist -
Dictatuur II -
Die aardige meneer Bengari -
Dit is uw kans -
Dodelijke liefde -
Dodendans -
Donker licht -
Dood in Basel -
Dood in de jungle -
Dood tij -
Dood van een vrijgezel -
Drie episodes uit het stadsleven -
Drie kaartjes voor zondagavond -
Drie rozen van papier -
Drie vrouwen -
Drijfjacht -
Dromen -
Dromen in woorden -
Droom op Edsin-Gol -
Droomhuis te koop -
Duiven

## E
Eddie, m'n zoon -
Een aanbod dat je niet kunt afslaan -
Een bank in het park -
Een boot in het bos -
Een bordje langs de weg -
Een bruidegom voor Marcella -
Een confrontatie met niet-menselijk intellect -
Een dag als alle andere dagen -
Een dag uit het leven van Ivan Denisovitsj -
Een dagje onder het net -
Een dolle boel -
Een donkere kamer -
Een droevige geschiedenis -
Een echo uit het dal -
Een etmaal na de laatste nacht -
Een fantastische vlucht -
Een geluk dat we geld hebben -
Een gevangene van belang -
Een god in haar schoot -
Een goudvis in de jungle -
Een handje valium -
Een handvol stof -
Een heer van goeden huize -
Een huis vol vreemden -
Een idylle -
Een illusie in een goudviskom -
Een kerstboom staat overal -
Een kerstkind voor Cherokee -
Een Kerstmis -
Een klein beetje pijn -
Een koude vakantie -
Een kwestie van instelling -
Een kwestie van Latijn -
Een kwestie van verf -
Een kwestie van vingerafdrukken -
Een leven -
Een merkwaardig geval van zielsverhuizing -
Een moeilijk mens -
Een nacht -
Een olifant in onze straat -
Een ongehoord spel -
Een phoenix herrijst te vaak -
Een plekje voor Heini -
Een pop met koorts -
Een rondje van een ochtend -
Een schaal in de hemel -
Een spel van droom en werkelijkheid -
Een spelletje voor speurders -
Een stem in de nacht -
Een tuinfeestje -
Een veld in Vlaanderen -
Een vertrek raakt leeg -
Een voetstap te veel -
Een vorm als Piccadilly -
Een vreemde vogel in het tuinhuis -
Een vrije vrijdagavond -
Een vrouw van geen betekenis -
Een vrouw van klasse -
Een wonder kost maar vijf piasters -
Een ziel voor de president -
Een zoen van Jossy -
Eén zomer nog -
Een zonnig weekend met de kans op regen -
Een zwembad van beton -
Eén-nul -
Eer de haan kraait -
Eerbiedige ontvangst bij nacht -
Eerlijk duurt een jaar -
Egalité -
Elke donderdagmiddag -
Ella -
Else, m'n Elsje -
En dat hoofd dat begon te praten -
En leidde hen naar Egypte -
En toch leven ze verder -
En toen kwam Dr. Frost -
Epeios, de timmerman -
Er is nog plaats voor één lijk -
Er klopt iets niet -
Er komt een kunstenaar van de trap -
Er wordt gebeld, doe eens open -
Er zijn geen Indianen meer -
Erfzonde nieuwsgierigheid -
Eriks wonderbaarlijke reis -
Esmoreit -
Eva Bonheur -
Evelyn -
Examen

## F
Feestje -
Fietser zoekt woning -
Finale voor mevrouw Monaghan -
Fis met boventonen -
Floriaan Geyer -
Fluwelen wimpers -
Fred is dood

## G
Ga Davidje maar helpen -
Ga zitten en sterf -
Gastvoorstelling -
Gebroken dienst -
Geen kist voor twee personen -
Geen kwartier -
Geen partij voor tevredenen -
Geen tijding van Angers -
Geen weg terug -
Geluiden uit het heelal -
Gesprek -
Gesprek met een kastbewoner -
Gevaar -
Gevallen engelen -
Gezang van de Lusitaanse bullebak -
Gezicht op Delft -
Gezinscrisis of Ieder loopt op zijn manier de deur uit -
Gij zult niet begeren -
Goden sterven langzaam -
Goena-goena -
Gouden vriendschap -
Goudvliegen -
Graag of niet -
Groepsportret in lentetuin -
Grootkruis en maarschalkstaf -
Grootmoeder Kegge -
Grote sprongen

## H
Haat heeft geen kleur -
Hartentroef -
Hava, de egel -
Hedda Gabler -
Heeft u genoeg van uw meubels? -
Heer zoekt kennismaking -
Heet zoiets moord? -
Hemel van kranen -
Het aanzoek -
Het andere schip -
Het balboekje -
Het beeld van de mens -
Het bezoek -
Het bos der onbezorgde dieren -
Het Bureau -
Het dankbare vaderland -
Het diamanten halssnoer -
Het diner van Manus -
Het ding -
Het doel en de middelen -
Het duel -
Het eenzame hart -
Het eiland van de verraderlijke slaap -
Het einde van de regenboog -
Het einde van de reis -
Het einde van een plan -
Het etmaal der getuigen -
Het euthanasieproces -
Het geheim van Lord Cammarleigh -
Het Geisham Trio -
Het gelach -
Het geluid van de wereld die langzaam vergaat -
Het genezingsproces -
Het genootschap van gezonde slapers -
Het gesprek is voor uw rekening -
Het gezin van de maand -
Het goud van Peru -
Het grote conflict -
Het harakiri-mysterie -
Het heksenbrouwsel -
Het hoofd van Haydn -
Het huis des aanstoots -
Het huis met de dwergen -
Het huis van de vogels -
Het huis voorbij de kerk -
Het ideaal glipt binnen door het venster -
Het interview -
Het is waar, maar geloof het niet -
Het Janussyndroom -
Het juweel -
Het keerpunt -
Het kervelgerecht -
Het kindeke van de dood -
Het Korsakow-syndroom -
Het labyrint -
Het lange kerstdiner -
Het leven en de dood van Marilyn Monroe -
Het leven is een mysterie -
Het licht valt op 'r ogen -
Het lijk in ruim II -
Het martelaarschap van Pjotr Ohey -
Het mooie meisje van Samos -
Het negende uur -
Het papieren servetje -
Het pijnlijkste ogenblik -
Het postpakket -
Het precedent -
Het proces tegen Mitya Karamazov -
Het promotiespel -
Het recht -
Het recht in eigen hand -
Het Ronker-contact -
Het salieavondje bij juffrouw Pieterse -
Het scheidsgerecht -
Het schilderij -
Het schoolopstel -
Het schotschrift -
Het slaapliedje van vanavond heet “Moord” -
Het spel kasjmandar -
Het spook van Abercragghie -
Het spoorwegongeluk -
Het stenen hart -
Het stoeltje komt bij het raam te staan -
Het strand -
Het systeem van pater Jensen -
Het testament -
Het Transgalactisch liftershandboek -
Het tuinfeest -
Het tweede motief -
Het tweede slachtoffer -
Het uur vooraf -
Het vee is de trots en het aanzien van de boer -
Het verhaal van de kanunnik -
Het verhoor -
Het verlies van Linda Heesters -
Het verraad -
Het vlot van de Medusa of Hoe leren we dat beest fatsoenlijk spreken? -
Het vuur van Christus -
Het was een bar brakkige nacht -
Het wassen beeld -
Het wassende water -
Het witte schaap van de familie -
Het witte vest van de week -
Het wonder van Jeruzalem -
Het zingen van een lied -
Het zwarte pak -
Hier ben ik... majesteit -
Hier spreken a.u.b. -
Hoe laat is het? -
Hoe moet er dan vrede nederdalen? -
Hoe vond u Eve? -
Home sweet home -
Honger van Nasja -
Hongerdominee Ficht -
Hoofden op hol -
Hoogseizoen in Lausanne -
Hoogspanning -
Hoor, wie klopt daar kind'ren? -
Hoorspel -
Horloges -
Hosea -
Huis te koop -
Huize "De drie gevels" -
Huize "Rozengaarde" -
Huwelijk niet uitgesloten

## I
Ibbeltje -
Identieke tweelingbroers -
Iene miene mutte -
Iets van tweemaal hem -
Ik ben toch geen plant... die maar staat te staan -
Ik huurde deze kamer -
Ik loop allenig achter de kist -
Ik wil werken en verder niks -
Ik zoek voor mijn zuster... -
Ik, Zeeuws meisje -
I'll be waiting -
Impromptu -
In de autobus -
In de cirkel -
In de duivel moet je wel geloven -
In gesprek -
In glanzende wijzers -
In Holland staat een huis -
In mijn peetoom den keizer -
In nood? Bel... -
In vertrouwen -
In volle zee -
Inclusief -
Inferno -
Ingesloten -
Inter arma caritas -
Interview met een gewichtig personage -
Interview met Josef Kaifas

## J
Ja, weet je... -
Jakob droomt -
Je bent het licht van m'n ogen -
Josephine antwoordt -
Juffrouw Anya -
Juffrouw Elpenhout en/of de vermoorde onnooselheydt van Joost van den Vondel -
Jugendstil -
Jupitersymfonie

## K
Kamer te huur -
Kantekleer -
Kapitein Landolfi -
Karoethamma en de zee -
Kees -
Keizer Trajanus met de ezelsoren -
Kennedy's children -
Kijk, die kinderen -
Kijk, hoe mooi de dag begint -
Kind van de rekening -
Kip, ik heb je of De prinses zoekt een man -
Klassereünie -
Klein station in de mist -
Knelpunten -
Knopen -
Kom in pyjama -
Kom werken bij Libertatus -
Kommer en vreugd -
Koning in een kooi -
Korczak en de kinderen -
Kortsluiting -
Krapps laatste band -
Kruisweg -
Krukken -
Kunt u dat bewijzen? -
Kunt u morgen terugkomen?

## L
Laat bezoek -
Ladingen sneeuw voor de behoeftige schapen -
Lady Margaret en de liefde -
Lages, de frambozenzoeker of Het verhaal van een Berlijnse verkeersagent -
Lagobaddi of Kruiswoordraadsel op zondag -
Landschap -
Landwehrkanal of De geschiedenis van Lausitzer -
Lanseloet van Denemerken -
Leer om leer -
Leeuwendalers -
Levend of dood -
Levend onderwijs met doden -
Lied voor de feestdagen -
Liefde in zaken -
Liefdesfantasie -
Lijk op thuisvaart -
Long weekend -
Lumey -
Luther

## M
Maandag begint alles opnieuw -
Maannacht -
Majoor Frans -
Majoor Grantmoores laatste schot -
Maleachi -
Man van goud -
Mannenzaken -
Marie Celeste, het verlaten schip -
Marietje is mijn dochter -
Mariken van Nieumeghen -
Marsmuziek voor Helmuth -
Martje en het IQ van 157 -
Matt Meldon-cyclus -
Meeuwen boven Sorrento -
Meneer Abraham -
Meneer Hacke en de buffetjuffrouw -
Meneer Hugo -
Meneer Janus -
Meneer Lonek maakt alles nieuw -
Mensen achter glas -
Menschenhaat en berouw -
Menuet te middernacht -
Merel in het gras -
Met de beer op stap -
Met de dood voor ogen -
Met de hakken over de sloot -
Met een neuslengte -
Met eervol ontslag -
Met gesloten deuren -
Met vijf man bridgen -
Met voorbedachten rade -
Mettertijd een vuur -
Metzengerstein -
Mevrouw Dally heeft een minnaar -
Middag zonder einde -
Mijn drie mannen -
Mijnheer Admets reis -
Mijnheer de Groot sterft -
Miserere -
M'n gevoel zegt me -
Moeder van de guerilla -
Mollerit -
Monoloog voor een handelsreiziger -
Monus, de man van de maan -
Montoni of Het kasteel van Udolpho -
Moord als tijdverdrijf -
Moord blijft moord -
Moord in de kathedraal -
Moord in de Spuistraat -
Moord in olieverf -
Moord voor de grap -
Moordweer -
Muziek voor Potemkin

## N
Nachtrapport -
Nachtwandeling -
Nana en Worrick, de clown -
Napoleon Bonaparte contra Lazare Hoche -
Nasrin of De kunst van het dromen -
Nathan en Elisabeth -
Nathan en Tabileth -
Neem nou deze vijf vrouwen -
Niet allen keren terug -
Niets bijzonders -
Nin non nan -
Nocturne in het Grand Hotel -
Nog twee aquarellen -
Nu zal ik even glimlachen...

## O
O, die herfstdagen, die allerlaatste mooie herfstdagen -
Oberösterreich -
Occulte moord -
Ogier Ghislain -
Oké ma, laten we d'r verder niet meer over ouwehoeren -
Oldenberg -
Olivier B. Bommel -
Om de dame -
Oma's verjaardag -
Omar en Omar -
Omweg naar huis -
Onder de grond -
Onder toezicht -
Onderhoud met auteur -
Ondervragingen -
Ongeval met dodelijke afloop -
Ons stenen tijdperk -
Ontmoeting in de herfst -
Ontmoeting in het park -
Ontwerp voor een moord -
Onze korte zomer -
Onze oude Dundas -
Op de centrale post van de brigade -
Op de wip -
Op die dag -
Op een schemeravond in de herfst -
Op goed geluk -
Op Texel is het lente -
Op zoek naar de aarde -
Opa Webb -
Operatie Mallemolen -
Operatie Tik-tak -
Operatie Wega -
Opgeborgen -
Opmerckelijk verhael -
Oponthoud -
Opstand der dingen -
Oswald Molero -
Ouders en kinderen -
Over de schadelijkheid van tabak -
Over en weer

## P
Paperassen, paperassen -
Papieren tijger -
Paul of de afbraak van de hoorspelillusie -
Paul Vlaanderen -
Paul Vlaanderen en het Alex-mysterie -
Paul Vlaanderen en het Conrad-mysterie -
Paul Vlaanderen en het Lawrence-mysterie -
Paul Vlaanderen en het Margo-mysterie -
Paul Vlaanderen en het Milbourne-mysterie -
Paulus de boskabouter -
Pedro Páramo -
Per huurkoets -
Per saldo -
Philemon en Baucis -
Pierrot aan de lantaarn -
Pintertjes -
Pionier van het leven -
Plaatselijke toestanden -
Pluche en beton -
Poef, de draak van Schokland -
Pornografia -
Portiers -
Portret van een fluit -
Prinses Turandot -
Proces tot eerherstel van Jeanne d'Arc -
Proeftijd -
Profeet aan zee of Waar blijft de muziek nou? -
Profeet zonder vaderland -
Prometheus geboeid -
Prometheus XIII -
Promotie -
Prooi van de buizerd -
Protest -
Protocollen -
Puberteit

## Q
Quadrofonie -
Quitte of dubbel

## R
Ransuilen -
Regen -
Regen in de nacht -
Regen maakt de grond zacht -
Reis met onbekende bestemming -
Reis naar het geluk -
Reisbeschrijving -
Reisdoel menselijk brein -
Reiziger zonder bagage -
Remise -
Requiem voor Theresienstadt -
Ridder en jonkvrouw -
Rijnpromenade -
Rochade -
Romantische liefde -
Rood moet dood -
Roof op klaarlichte dag -
Rook en nevel -
Rosa -
Rotzooi op de trap -
Rubber -
Rudolf Hornbichlers gevecht met de engel -
Russische roulette -
Ruth

## S
Sabeth of De zwartgerokte gasten -
Sachalin -
Sadie en Neco -
Sallah of Zaken zijn zaken -
Salomon -
Samen of gescheiden -
Sander -
Sarah -
Saul -
Scaramouche -
Schaduwen van de geest -
Schaduwen van twijfel -
Schemering -
Schikgodinnen -
Schoppenvrouw -
Scrooge en Marley -
Senilità of Als een man ouder wordt -
Sil de strandjutter -
Simba's sterven niet -
Slachthuis -
Slachtoffer gezocht -
Slachtoffer onbekend -
Slepende ziekte -
Smaadschrift -
Sneller dan het geluid -
Snotneus Ahoy -
Social service -
Social welfare -
Some day my prince will come -
Soms zijn de nachten zo lang -
Souterrain -
Spel met de rechter -
Spel op leven en dood -
Spel van kat en muis -
Spelletje voor vier -
Spoken -
Spoorloos -
Sprong in het heelal -
Stad, warm van mensen en dieren -
Stars and stripes -
Stemmig -
Sterven in Zwolle -
Stetson en Stetson -
Stille nacht -
Storing -
Strandgoed -
Stranitzky en de nationale held -
Supermensen in paranoia -
Suzanna in het park -
Swithin Forsytes gemiste kans

## T
Taxi, meneer? -
Te oud voor ezeltje rijden -
Tegen ongedierte -
Teken van tegenspraak -
Telefoon uit Amerika -
Televisie-avond -
Terug naar nul -
Testbemanning -
Thee bij de Keunings -
Thee voor belabberden -
Theodoor, of een total-loss -
Thuiskomst -
Tien dagen paniek -
Tien jaar na dato -
Tien jaar vroeger - tien jaar later -
Tijd heelt wonden -
Tijdstippen -
Tip van een verlinker -
Toen de oorlog weer begon -
Toen had je nooit regen -
Toen het weer ochtend werd -
Tong van hout -
Tongen -
Topcoureur -
Torenflatverhalen -
Trein vermist of De ring van Möbius -
Trekstoot -
Trilby -
Tunnel der duisternis -
Tussen de raderen -
Tussen twee dagen -
Tussen twee vuren -
Tussen twee werelden -
Twee koffers -
Tweehonderd voetsporen -
Tweehonderdduizend plus één

## U
U kunt verzekerd zijn -
Uitgewiste sporen -
Uitzicht op het park

## V
Vader en Leraar -
Vaders begrafenis -
Vakantie in Florida -
Vakantiereisje -
Van 8 tot 12 is vier uur -
Van de trap gevallen -
Van gisteren op morgen -
Van mens tot mens -
Vandaag is genoeg -
Veel liefs van Karen -
Verbroken zegels -
Vergeten wacht -
Verhoor -
Verkeerd verbonden -
Verloving in de herfst -
Vernissage -
Vijf dode oude dames -
Vijf gemaskerde mannen -
Vijfenzeventig -
Visite -
Viskwartet -
Vliegende vluchtelingen -
Vliegtuig op hol -
Vlucht in het oneindige -
Vlucht naar de wouden -
Vluchtmisdrijf -
Vluchtroute -
Voerman Henschel -
Voetstappen op de trap -
Voldoende redenen -
Volgend jaar geen Riviera -
Volgens de letter van de wet -
Voltooiing -
Voor het sneeuwgebergte -
Voor je zorgen en van je houden -
Vooronderzoek -
Voorzichtig, niet stoten a.u.b. -
Vorstadtlegende -
Vrij van helm -
Vrijdag leert praten

## W
Waarheid & Zoon -
Wagen 107 in sterbezetting -
Ware legende -
Warmte -
Wat doen we met het lijk? -
Wat elke vrouw waard is -
Wat moet ik in Palma de Mallorca? -
Wat niet aan het licht komt -
Wat van me drinken, schat? -
Wat zegt de bandrecorder? -
Waterpokken -
We vinden nog wel wat -
Weekend in Tamesby -
Welgemoed naar de grote, wijde wereld van de totale vakantie -
Wie dit gezien heeft -
Wie een kuil graaft voor een ander -
Wie heeft mijn onsterfelijke ziel gedood of Klassenstrijd in de wijk Woolwich -
Wie het laatst lacht, lacht het best -
Wie moet er hangen? -
Wiermaaiers -
Wij wonderkinderen -
Wilde katten -
Wilt u alstublieft even luisteren? -
Wimpie en Willem -
Witboek -
Wolf in schaapskleed

## Y
Yamamba -
Ynske

## Z
Zeil in zicht -
Zes Schaduwen in de sneeuw -
Zes voet onder de grond -
Zeven getuigen -
Zeven miljoen moleculen -
Ziggy en Habooba -
Zijn held -
Zingen in een bad van marmer -
Zizibee -
Zo zijn onze manieren of Kleine sociale leergang -
Zomaar een breimachine -
Zo'n mooie dag als deze -
Zolang de honden blaffen -
Zonde voor God -
Zonder angst of haat -
Zonder einde -
Zou de Sono-man nog komen? -
Zuster Henriëtte -
Zusters -
Zwartkijker, zwartkijker